# Овод (фильм, 1955)
«О́вод» — советский художественный фильм 1955 года режиссёра Александра Файнциммера, снятый по мотивам одноимённого романа Этель Лилиан Войнич. В 1955 году фильм занял 3-е место среди лидеров проката, собрав 39,16 млн зрителей.
Фильм рассказывает о подпольной борьбе итальянских патриотов против австрийских оккупантов за независимость своей родины. На фоне этих событий — трагическая история человека, превратившегося из чистого душой и восторженного юноши в непримиримого революционера: легендарного и неуловимого Овода.

## Сюжет
Молодой студент Артур Бертон прощается со своим любимым учителем, священником Монтанелли, отбывающим в Рим по приказу папы. Артур участвует в деятельности организации «Молодая Италия». Он завидует её лидеру Джованни Болла, ревнуя его к своей возлюбленной Джемме, и признаётся в этом на исповеди священнику отцу Карди, после чего всех революционеров арестовывают жандармы. На прогулке в тюремном дворе Артур признаётся Болле, о чём рассказал на исповеди, и тот обзывает его предателем. Артур выходит на свободу и пытается рассказать о случившемся Джемме, но она даёт ему пощёчину и убегает. Вернувшись домой, Артур узнаёт от своего старшего брата, что его настоящим отцом является Монтанелли. Артур переживает крах всего мировоззрения, разбивает своё распятие и бежит из дома. Все считают его погибшим.
Спустя много лет Артур, искалеченный в революционных сражениях в Южной Америке, возвращается домой. Никто из старых знакомых, и даже Джемма, не узнаёт его, а он не раскрывает им свою личность. Под псевдонимом Овод Артур примыкает к революционерам, ведущим вооружённую борьбу в Италии, и наводит ужас на австрийских оккупантов. Революционно настроенной интеллигенции он известен под именем Риварес. Австрийский император вводит в Италию дополнительный военный контингент, отец Карди приветствует марширующих австрийских солдат и их командующего. Овод участвует в тайной доставке оружия, но его выслеживают полицейские агенты. Карбонарии отступают с боем, но Риварес опускает своё оружие, услышав приказ Монтанелли (который уже стал кардиналом), и его берут в плен. Смертный приговор предрешён. Товарищи передают узнику напильник, он перепиливает решётку, но падает без чувств в тюремном дворе из-за приступа эпилепсии. Перед казнью Артур признаётся Монтанелли, что он его сын, и предлагает потрясённому отцу выбор между борьбой за свободу и верой в Христа. Кардинал предлагает сыну побег, но Артур не хочет принимать даже жизнь от служителя церкви. Австрийцы расстреливают Овода на рассвете, тот сам командует своим расстрелом. Монтанелли в ужасе кричит, что Бога нет.

## В ролях
- Олег Стриженов — Артур Бертон / Феличе Риварес
- Марианна Стриженова — Джемма
- Николай Симонов — Лоренцо Монтанелли
- Владимир Этуш — Чезаре Мартини
- Семён Свашенко — Джордано Марконе
- Павел Усовниченко — Джузеппе
- Вадим Медведев — Джованни Болла
- Владимир Честноков — Доминикино
- Рубен Симонов — Карди
- Антоний Ходурский — Грассини
- Анна Лисянская — жена Грассини
- Григорий Шпигель — Джеймс Бертон, сводный брат Артура
- Елена Юнгер — Юлия Бертон, жена Джеймса
- Борис Дмоховский — комендант города
- Яков Малютин — полковник
- Константин Адашевский — австрийский генерал

## Съёмки
Съёмки проходили в павильонах студии и на натуре в Крыму. Резиденция Монтанелли - Итальянский дворик Ливадийского дворца. Фрагмент с кукольным балаганчиком на рыночной площади ставили по рекомендациям режиссёра Крымского театра кукол А. П. Трапани, сам он участвовал в съемках в качестве артиста и каскадера.